# アイオライト (joyの曲)
「アイオライト」は、日本のロックバンド、joyのシングル。2012年9月5日にFifty Four Soundsから発売された。

## 概要
「アイオライト」はjoyの1枚目のシングル。今作がjoyのメジャーデビューとなる。表題曲「アイオライト」は、テレビアニメ『エウレカセブンAO』の後期エンディングテーマ（2012年7月〜9月）に起用された。販売形態は期間限定盤と通常盤の2種リリースで、前者にはアイオライトのTVサイズと同曲のPVを収録したDVDが同梱されている。なお期間限定盤のディスクジャケットには、キャラクターデザイナー織田広之によるフカイ・アオ、フレア・ブラン、エレナ・ピープルズのイラストが描かれている。

期間限定盤と通常盤初回プレス分には
- 「エウレカセブンAO」ビジュアルカード3種のうち1種ランダム封入
- 「アイオライト」発売記念サイン会参加券封入

の特典があった。

## 収録曲
（全作詞・作曲：天田優子、編曲：joy）

### 期間限定盤
1. アイオライト [4:37]
テレビアニメ『エウレカセブンAO』後期エンディングテーマ
メジャーデビューに対する想いも含まれた「自己実現」をテーマとした楽曲。タイトルのアイオライトは同名の宝石から取られたもので、はるか昔に羅針盤の代わりに使われたことと、エウレカセブンAOで海が頻繁に登場する事から付けられた[1]。
2. malus [3:22]
3. アイオライト -アニメVer.- [1:31]

DVD
1. アイオライト（MUSIC VIDEO）

### 通常盤
1. アイオライト
2. malus